# Kvalsunds kommun
Kvalsunds kommun (nordsamiska: Fálesnuori gielda, kvänska: Valasnuoran komuuni)  var en kommun i Finnmark fylke i norra Norge. Sedan 2020 hör området till Hammerfests kommun. Kommunen gränsade i nordöst till Måsøy kommun, i sydöst till Porsangers kommun, i sydväst till Alta kommun och i nordväst till Hammerfests kommun. 
Kvalsunds kommun hade cirka 1 093 invånare och en total yta på 1 846 km², varav 125 km² låg på ön Kvaløya och 85 km² på ön Seiland. 

## Etymologi
Hvalsund är den fornnordiska formen av namnet. Förledet är hvalr, det vill säga djuret val, medan efterledet kort och gott är sund. Namnet kan alltså översättas som "val-sund". Även kommunens samiska namn, Fálesnuorri, betyder "val-sund".

## Administrativ historik
Kvalsunds kommun inrättades den 1 juli 1869, då området bröts ut från dåvarande Hammerfest landdistrikt (sedermera Sørøysunds kommun). Inledningsvis var invånarantalet 514. Den 1 januari 1963 överfördes Russelvdalen med 34 invånare till Kvalsunds kommun, som innan dess hade hört till grannkommunen Måsøy.
Som en del av kommunreformen i Norge slogs kommunen samman med Hammerfests kommun den 1 januari 2020 för att bilda en ny kommun, som övertog namnet Hammerfest.

## Kommunvapen och kommunflagga
Kommunens vapen och flagga godkändes medelst kunglig resolution den 27 mars 1987; kommunstyret hade dessförinnan fattat beslut i frågan den 30 september 1986. Vapenbilden utgörs av tre silverne/vita laxar i trepass med huvudena inåtvända, det hela i ett blått fält. De tre laxarna står för traditionellt fiske, sportfiske respektive modern laxodling. Originalteckningarna utfördes av Ingunn Bjerkås.

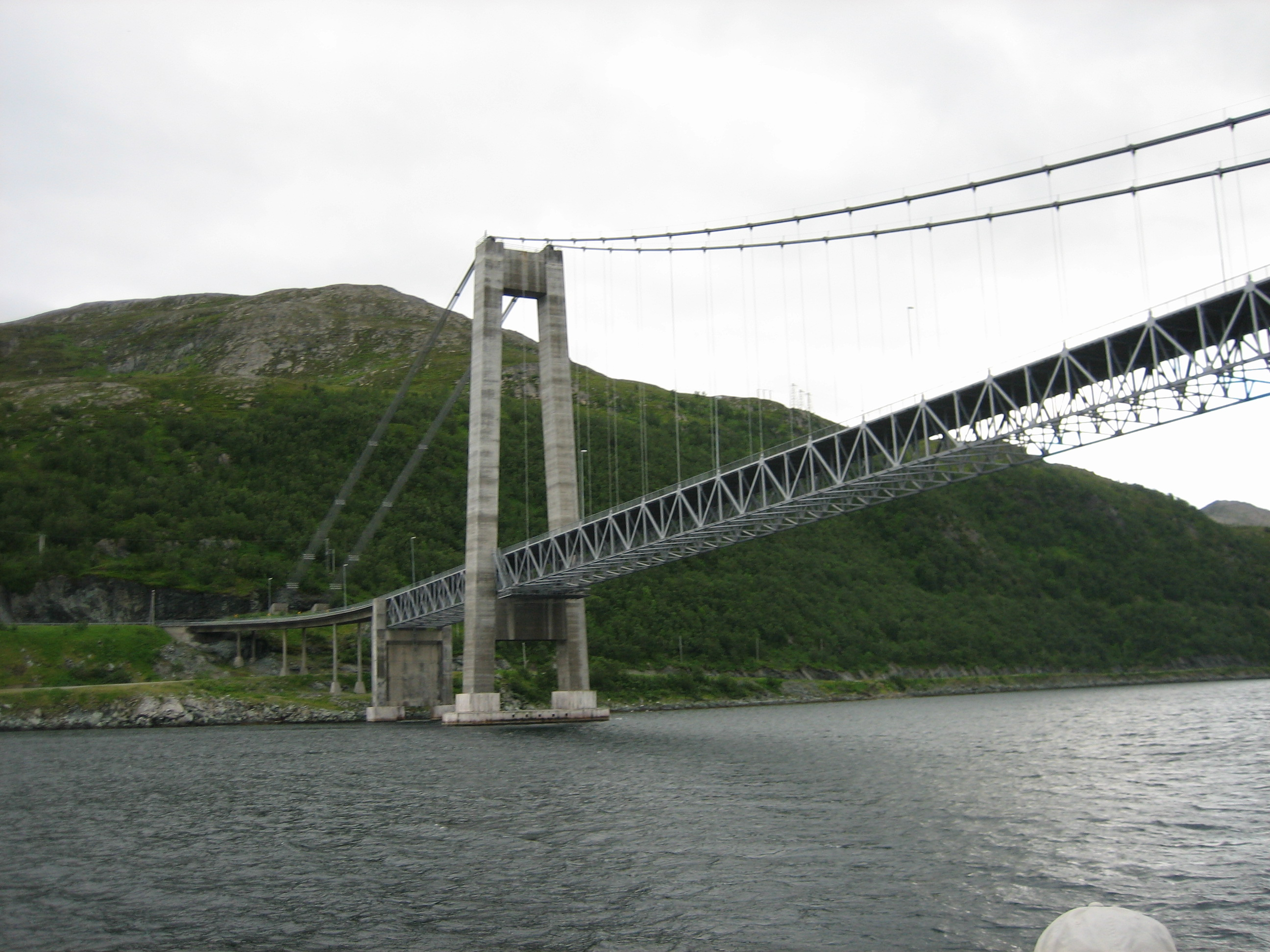
Kvalsundsbron som förbinder Kvaløya med fastlandet.